# Виноградный пирог
Виноградный пирог — разновидность фруктового пирога, с начинкой, приготовленной из винограда. Традиционно представлен в регионах, где выращивается виноград. Готовится из различных видов теста: дрожжевого, песочного, слоенного, творожного, бисквитного. Для начинки используются целые ягоды винограда, как чёрного, так и белого. В некоторых случаях, для удобства употребления рекомендуется предварительно удалять косточки винограда или использовать виноград без косточек. 

## В США
Виноградный пирог (англ. grape pie), приготовленный из винограда сорта Конкорд, является традиционным региональным блюдом западной части штата Нью-Йорк, региона Фингер-Лейкс, Пенсильвании и других регионов Соединенных Штатов, где выращивается виноград, а также канадского штата Онтарио.
Виноградный пирог — фирменное блюдо и традиция города Нейплс, штат Нью-Йорк .  Это также место проведения фестиваля винограда и родина Анджелы Кэннон-Кротерс, автора книги «Сезон виноградных пирогов» (Grape Pie Season) .
Виноградный пирог является частью традиционной кухни гармонитов – немецких религиозных иммигрантов, основавших свою колонию Old Economy Village в штате Пенсильвания в 1824 году. Изготовление пирога — «очень долгий процесс» и включает в себя «снятие кожуры с винограда, приготовление мякоти и отделение семян» .
Варианты этого американского десерта используют также другие сорта винограда и другие ингредиенты.

## В Италии
Скьяччата кон люва (итал. schiacciata con l'uva) – это сладкая фокачча с виноградом, типичная для Тосканы, в частности, для провинций Флоренция и Прато, но также широко распространенная в некоторых районах внутренних районов провинции Гроссето, где она называется скьячча кон люва. В основе пирога лежит скьяччата – тосканская разновидность фокаччи.
Это сладкая выпечка небогатых крестьян, которую когда-то готовили во время сбора урожая для крестьянских праздников, о её скромном происхождении хорошо свидетельствует простота ингредиентов: тесто для хлеба, оливковое масло, сахар и черный виноград . По традиции используется только виноград сорта канайоло с мелкими ягодами и большим количеством семян (низкого качества, не очень подходящий для вина). Однако, сегодня канайоло постепенно исчезает из виноградников Тосканы, замещаяясь другими, коммерчески более выгодными сортами.